# 三田村春奈
三田村 春奈（みたむら はるな、1991年1月28日- ）は、日本の女優である。
東京都出身。ダブルアップエンタテインメント所属。

## 略歴
2007年
俳優育成ワークショップTAKE1の六期生として入団。
2008年
『イタズラなKiss』の藤堂しほみ役で女優デビュー。
2009年
1月に『執事喫茶にお帰りなさいませ』第4話に友人役として出演しテレビドラマデビューを果たした。
2月の比翼の鳥を最後にTAKE1を卒業。
10月に行われた自身の大学のミスコンにエントリーしたが入賞を逃した。
2011年
『五日市物語』で映画の世界に進出。

## 人物
- 趣味は歌、映画鑑賞、舞台鑑賞、脚本作成
- 身長155.6cm
- 血液型はAB型
- 出身・在住は東京都八王子[2]
- 独特のアニメ声が特徴

## 出演

### 映画
- 五日市物語(2011年)

### 舞台
- イタズラなKiss〜恋の味方の学園伝説〜(2008年11月27日 - 12月7日) - 藤堂しほみ 役
- 比翼の鳥/ファインディング・サトコ(2009年2月5日 - 8日) - 捜査課長 森坂 役
- 劇団ビタミン大使ABC公演「インスンデル」(2009年11月12日 - 15日) - 柏田蜻蛉 役
- 舞台「華鬼」(2010年 - 2011年) - 土佐塚桃子 役
  - 華鬼 第1弾(2010年7月2日 - 11日)
  - 華鬼 第2弾(2011年3月22日 - 27日)

### テレビドラマ
- 執事喫茶にお帰りなさいませ(2009年1月9日 - 3月25日、毎日放送) - 友達 役